# 斯坎德培

斯坎德培的家庭徽章

乔治·卡斯特里奥蒂·斯坎德培（1405年—1468年1月17日），又譯史坎德貝，中世紀阿尔巴尼亚將領、統治者，以多次擊退奥斯曼帝国主力大軍而聞名。斯坎德培年輕時被迫加入蘇丹的禁衛軍，於1443年（38歲）回鄉後揭竿反抗鄂圖曼帝國。在之後的25年（1443年—1468年）中，數次以一萬阿爾巴尼亞軍擊敗人數於己方三倍以上、裝備精良的奥斯曼軍。他的軍事才華成為鄂圖曼帝國在巴爾幹半島南部擴張的主要障礙，並讓當時許多西歐基督徒視他為抵抗穆斯林的模範。
雖然勝利使斯坎德培成為全體阿爾巴尼亞人的民族英雄，但他只實際控制阿爾巴尼亞中部地區；當時北部在敵對的威尼斯共和國手中，南部則被土耳其人穩固地堅守。1451年斯坎德培為獲得援助及糧食，奉義大利南部的那不勒斯王國為宗主國， 並在日後參加了那不勒斯遠征 ，及時拯救了宗主國王那不勒斯的斐迪南。1463年斯坎德培成為教宗庇護二世號召十字軍的首席將軍，但因為教宗突然過世而使十字軍解散。1463年威土戰爭爆發時，他選擇與敵對的威尼斯和解，共同對抗強大數倍的奥斯曼軍，直至1468年過世為止。

## 生平

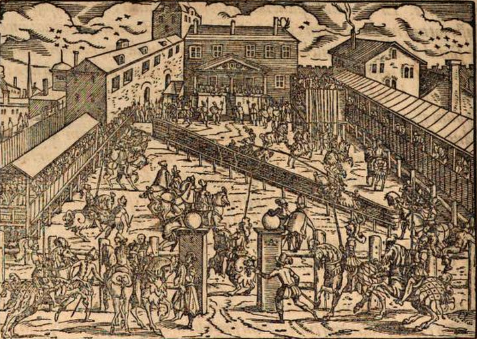
斯坎德培年幼時接受鄂圖曼軍事訓練的恩德倫學校，和其他伊斯蘭化的男童一同受訓

斯坎德培出生于克鲁雅的一个拜占庭帝国贵族家庭，其父是伊庇鲁斯地区众多反抗奥斯曼帝国苏丹巴耶塞特一世的小领主之一。当抵抗失败后，其父被迫臣服，并交出包括乔治·卡斯特里奥蒂在内的四个儿子作为人质。
乔治被迫改信伊斯兰教后，在阿德里安堡接受了军事训练，成为奥斯曼帝国的一位统帅，在获得一系列胜利后，他被封为“阿纳夫特鲁·伊斯坎德 贝伊”（Arnavutlu İskender Bey），意为“阿尔巴尼亚的亚历山大老爷”，将其与亚历山大大帝相提并论。该称号在阿尔巴尼亚语中为“Skënderbe shqiptari”，其后成为他最常用的名字“斯坎德培”。

## 對抗奧斯曼帝國

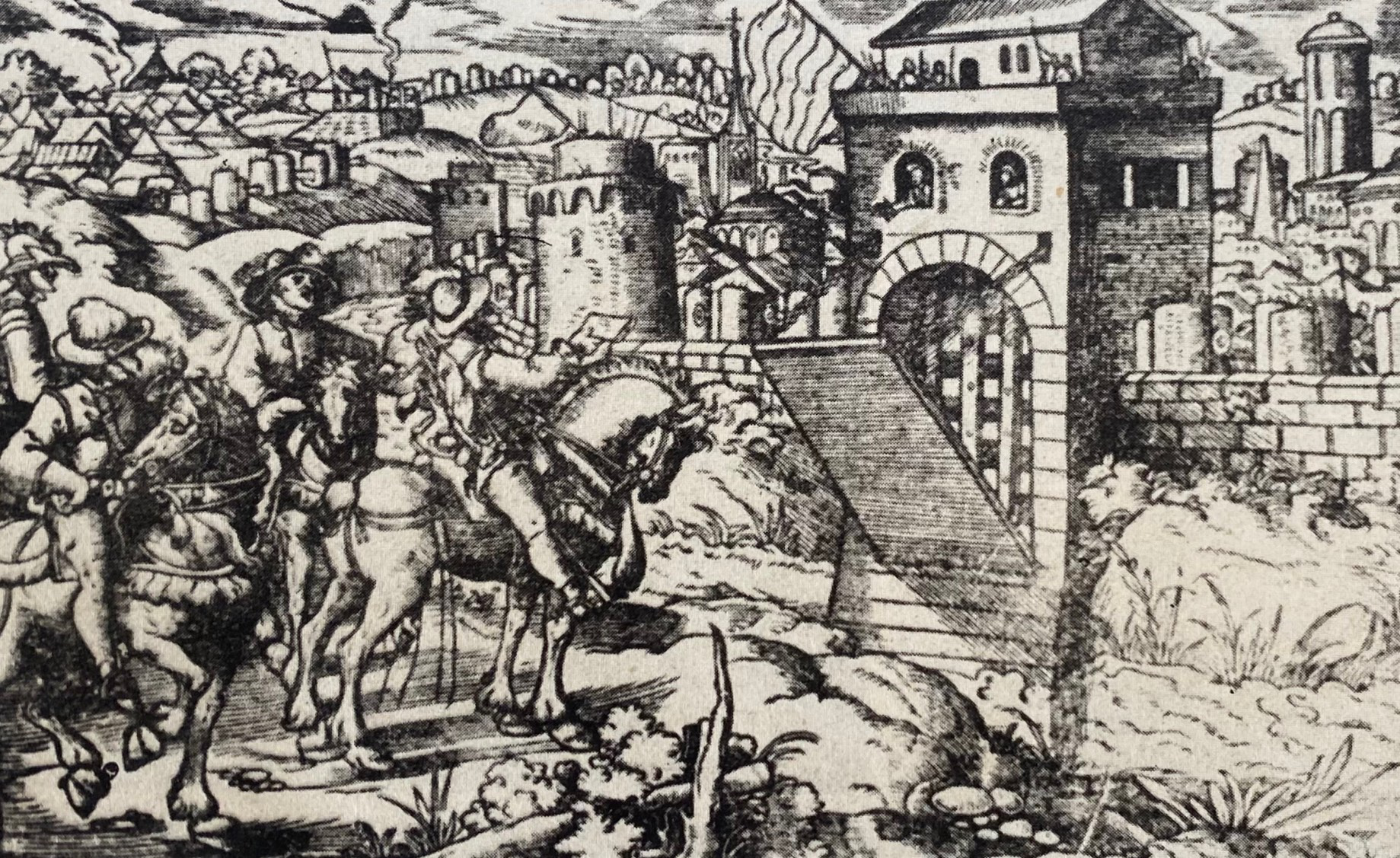
1444年斯坎德培佔據克魯雅反土耳其

虽然斯坎德培深得苏丹信赖，被任命为指挥5000骑兵的将军，但是他仍然与匈牙利、威尼斯和拉古萨等基督教国家保持联系，寻找机会。1443年11月28日，斯坎德培乘瓦爾納戰役爆發, 匈牙利大将匈雅提·亚诺什率军讨伐奥斯曼帝国时举起反旗。1444年初他率领300名阿尔巴尼亚骑兵返回克鲁雅，用一封伪造的书信骗开城门，据而有之。此后，他公开放弃伊斯兰教信仰，皈依天主教。他使用黑色的双头鹰作为自己的标志，代表阿爾巴尼亞是"山鷹之國"。这个标志后来演变为自1912年起阿爾巴尼亞獨立後至今的阿尔巴尼亚国旗及阿爾巴尼亞國徽標誌。

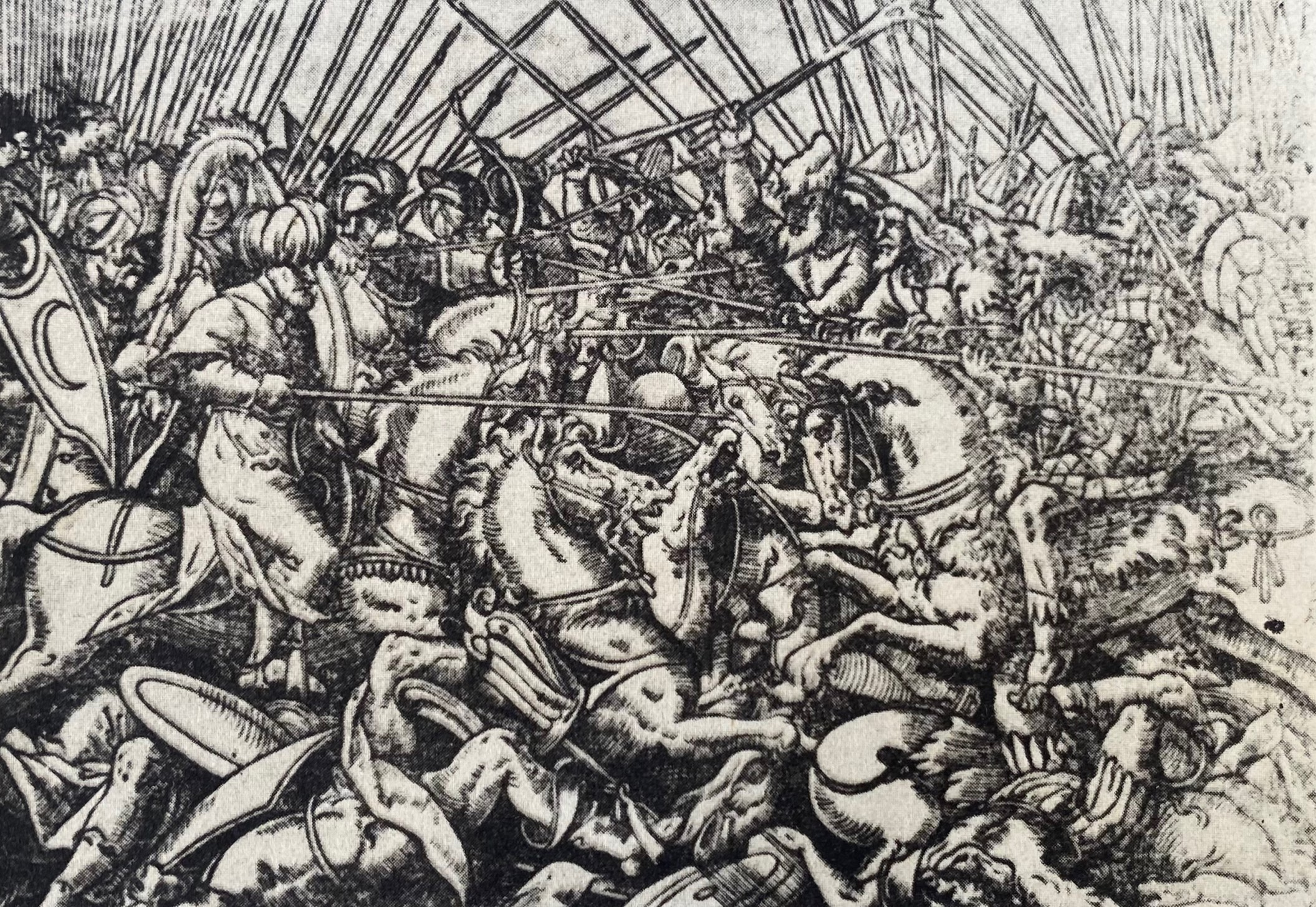
1444年瓦爾納戰役的木刻畫

在25年的时间里，斯坎德培在阿尔巴尼亚的山区中坚持对奥斯曼帝国进行游击战。1450年、1457年、1467年，奥斯曼帝国的苏丹们三度围攻克鲁雅城，但始终都未能成功。

### 第一次圍攻克魯雅戰役

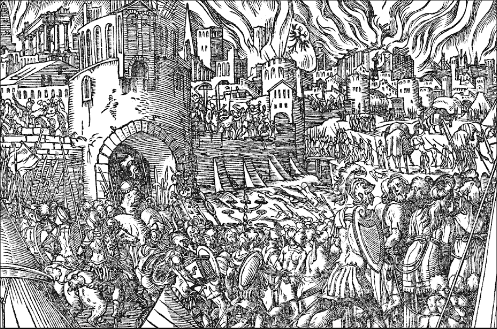
1450年土軍第一次圍攻克魯雅卻戰敗撤回

1450年4月5日，鄂圖曼蘇丹穆拉德二世動員罕有的十萬大軍，決心一鼓作氣毀滅阿爾巴尼亞的義軍。這支軍隊帶有十門攻城炮，用來轟破城牆。同一時間，阿爾巴尼亞的教士開始宣傳看見天使，作為奇蹟與吉兆；斯坎德培本人則宣稱夢見聖喬治賜予烈焰之劍，命他「摧毀真實信仰之敵」，向手下持續演說。這些行動有效的凝聚了士兵們的意志。
五月初，斯坎德培與八千人離開首都克魯雅，其中兩千人是步兵、六千人是騎兵。克魯亞城內則有4,000人的守軍和半年的存糧，由斯坎德培的心腹愛將指揮。這些軍隊包含不少外籍人士。斯坎德培屯兵於克魯亞附近的圖緬尼斯塔山（今斯坎德培山），方便攻擊圍城的敵人。城中和附近的老弱婦孺都被送到威尼斯統治的城市，無戰力的男子則焚毀田地、遁入山間或要塞。
5月14日，十萬大軍抵達克魯亞，展開圍城戰，守軍拒絕立即投降。雖然穆拉德二世的十門攻城火炮可以射出兩百磅的炮彈（其中一門是四百磅），克魯亞城地勢險峻，「宛如其所建築在的山脈的一部分」，一天只能射擊兩三次的巨炮根本無可奈何。正當穆拉德二世持續炮轟城池時，斯坎德培卻派軍突襲，成功阻斷了土軍的攻勢並造成重大損失。
土軍徒勞無功的攻勢持續到1450年9月，鄂圖曼帝國的陣營仍處於混亂狀態，因為城堡仍沒有被攻佔，但士氣已經降到谷底，而疫病正在蔓延。於是穆拉德二世承認他無法在冬天前（後勤斷絕前）用武力奪取克魯雅，遂於1450年10月解除圍困，撤軍回國。此役土軍傷亡兩萬人，而阿爾巴尼亞軍只有千多人傷亡；蘇丹穆拉德二世在戰役後的冬天得到役病，1451年春天病逝，傳位給「征服者」穆罕默德二世。

### 之後的戰役

1460年斯坎培德救援那不勒斯的路線，北路由他本人親行，南路則由其兵行軍

1460和1461年，那不勒斯王國發生安茹家系的叛亂，斯坎德培先派手下增援宗主國，擊退從法國諸侯安茹的勒內；後來他自己也轉戰義大利，很輕易就壓制了支持安茹家族的叛軍。但1462年鄂圖曼趁機進攻阿爾巴尼亞，斯坎德培的老婆多妮卡派人送急件去義大利，告訴丈夫家門有賊，斯坎德培隨即匆匆回鄉，讓那不勒斯國王費迪南一世自己對付剩下的叛軍。
在1462年，因為斯坎德培多次擊敗土軍，甚至於8月深入馬其頓，加上蘇丹穆罕默德二世必須專注其他戰事，故和斯坎德培在1463年簽訂十年休戰和約，但同年威尼斯挑起威土戰爭，以及教宗庇護二世發起新的十字軍，在威尼斯和教宗的勸說鼓動之下，於是斯坎德培在1463年底破壞和約、重啟戰端，期待著盟友威尼斯和教宗口惠而實不至的「巨大援助（軍）」。但庇護二世突然去世，使得預期中的西歐大軍無一來到。這反而讓穆罕默德二世猛烈譴責基督徒是背棄對上帝誓約的無信仰者、可恥異教徒（因為定約時雙方曾對自己的神發誓守約），並且在先鋒土軍被斯坎德培擊敗後，於1465年親率近十萬土軍圍攻克鲁亞。
斯坎德培雖以不到兩萬的軍隊撐住土軍猛烈砲火，拖到蘇丹最後撤軍的時候，但穆罕默德二世這次把阿爾巴尼亞東半區徹底劫掠並焦土化，更在東半區打樁成功：設立行政機構和許多橋頭堡壘，大幅削弱了斯坎德培的經濟實力和抵抗能力，這次打擊可說注定了土軍最終仍會攻陷阿爾巴尼亞的結局。之後在1467年，土軍再次圍攻克魯亞，但仍以失敗告終。

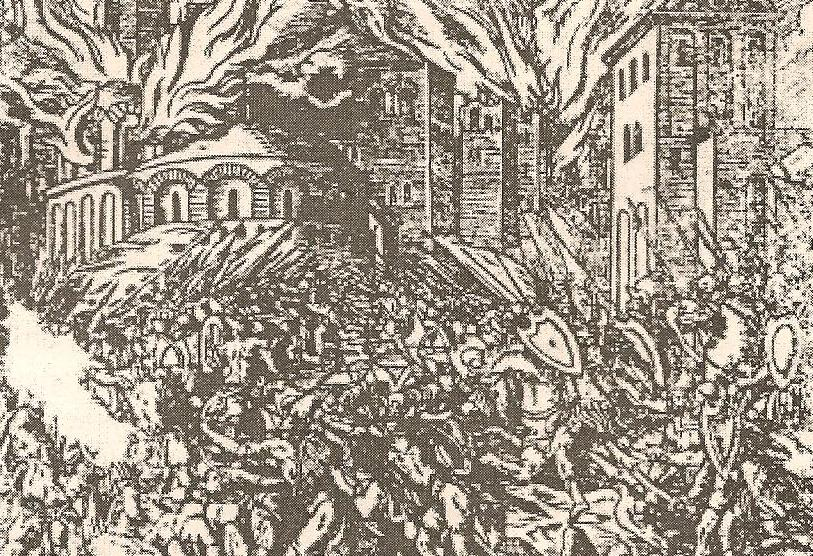
描繪阿爾巴尼亞軍和鄂圖曼軍作戰的木刻畫

据记载，斯坎德培一生中共指挥过25场战役，取胜了其中的24场。在1468年他死於瘧疾之後，威尼斯人主導了阿爾巴尼亞的反土事業，但鄂圖曼帝国终于在1478年第四次克鲁亞围攻战中取得了成功，1497年攻克克魯亞。到1501年，鄂圖曼帝国终于重新征服了阿尔巴尼亚，將其變為鄂圖曼的一省。之後，一部分阿尔巴尼亚人逃散到意大利南部，而剩下的人被迫皈依伊斯兰教，亦是20世紀半數以上阿爾巴尼亞人信奉伊斯蘭教的原因之一。在1912年11月28日阿尔巴尼亚正式独立之前，國內再也没有大规模反抗过鄂圖曼帝国。

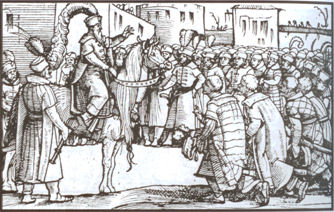
〈斯坎德培向人民致敬〉，16世紀繪

## 家庭

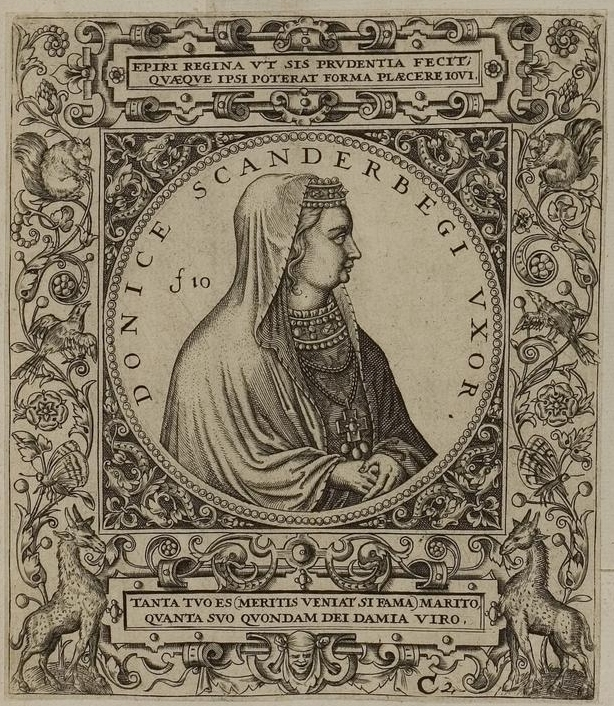
斯坎德培之妻多妮卡（68歲），1596年雕刻

1451年斯坎德培與貴族之女多妮卡·卡斯特里奥蒂結婚，新郎比新娘大23歲，但婚姻美滿，兩人育有一子吉恩·卡斯特里奥第二世，吉恩在父親死後，抵抗鄂圖曼失敗而流亡至義大利。

## 评价

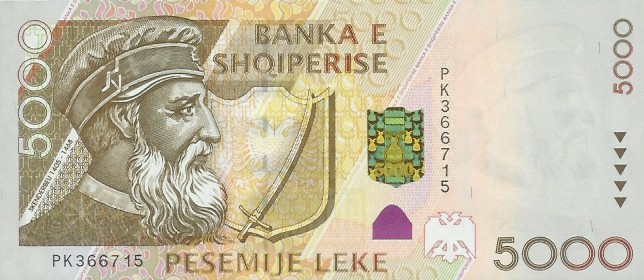
阿尔巴尼亚最高的5000列克货币，上印有斯坎德培图像

在斯坎德培的军队抵抗奥斯曼帝国期间，奥斯曼帝国也被迫停止扩张，他被认为是奥斯曼帝国延迟向西欧扩张的主要原因之一，这给了欧洲各公国更多的时间准备应对奥斯曼帝国的到来。虽然在阿尔巴尼亚的抵抗无疑发挥了重要作用，但这只是15世纪中叶发生的众多相关事件之一。其中还必须归功于弗拉德三世和斯特凡三世在罗马尼亚地区成功抵抗奥斯曼帝国入侵，他们还在其他许多地方击败了奥斯曼帝国。在众多抵抗奥斯曼的战役之中，以1456年，匈牙利名将匈雅提·亚诺什和他的匈牙利军队在贝尔格莱德围城战中给于奥斯曼帝国沉重打击最为重要，使得欧洲免于土耳其进犯70年，也停止了向欧洲的进一步扩展。
斯坎德培在阿尔巴尼亚人心中获得了英雄的名声。但除了那不勒斯以外，大多数欧洲国家并未给予他援助，教宗庇护二世承诺過的组织的對奥斯曼帝国十字军亦未能实现，斯坎德培在阿尔巴尼亚的胜利並未永久阻碍奥斯曼帝国入侵巴尔干半岛。1481年，苏丹穆罕默德二世攻陷意大利东南部的奥特朗托后，下令屠杀全城所有人口，从而证明了斯坎德培一直在警告奥斯曼帝国入侵欧洲的重要性。

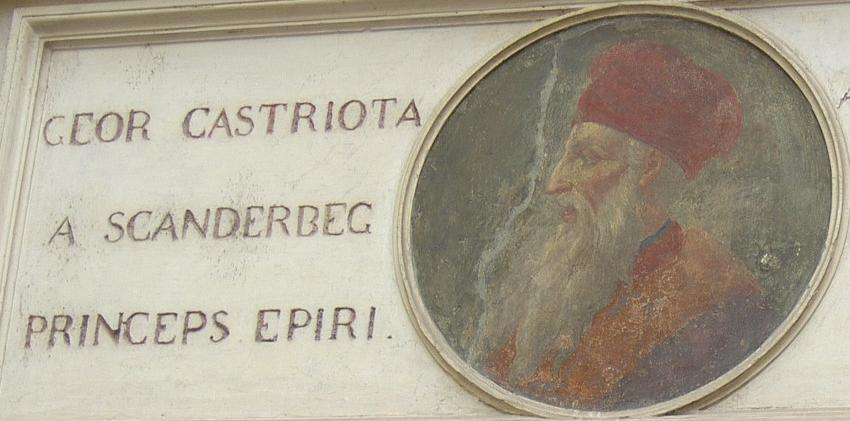
意大利罗马斯坎德培宮上的斯坎德培壁画

斯坎德培的主要遗产是他与奥斯曼帝国斗争中的形象，从他身上看到了基督教世界反对奥斯曼帝国的象征。斯坎德培反对奥斯曼帝国的斗争对阿尔巴尼亚人民意义重大，他的形象和功绩通过记忆和传述在阿尔巴尼亚口口相传保留至今。在阿尔巴尼亚民族觉醒时期，斯坎德培也成为19世纪末阿尔巴尼亚民族主义的中心象征，加强了阿尔巴尼亚人们的团结，使他们更加意识到自己的身份、种族是他们争取民族团结、自由和独立斗争的灵感源泉。现今阿尔巴尼亚穆斯林也视他为国家的捍卫者，同时他也是提升欧洲对阿尔巴尼亚民族形象象征。
纳粹德国也充分了解到斯坎德培对阿尔巴尼亚人的重要性，于是在1944年成立了由6491名科索沃阿尔巴尼亚族新兵组成的党卫军第21斯坎德培武装掷弹兵师。
2005年10月27日，美国国会发表了一项决议，「纪念卓越的政治家、外交官和军事天才的卡斯特里奥蒂·斯坎德培诞辰600周年，表彰他在拯救西欧免受奥斯曼帝国占领中所起的作用。」

## 軼聞
一些當時关于斯坎德培的軼聞如下：他晚上睡觉不到5个小时，他挥一次弯刀就可以把一个人砍成两半、一次砍断铁盔、一次杀死一头野猪、一次砍断一头野牛的头。
据傳斯坎德培在战役中曾亲手杀死了三千名奥斯曼帝国士兵，當奥斯曼人在莱什州的圣尼古拉斯教堂发现他的坟墓后，他们用他的骨头做成护身符，奥斯曼人相信这会给佩戴者带来勇气。